# Hatschekia hippoglossi
Hatschekia hippoglossi is een eenoogkreeftjessoort uit de familie van de Hatschekiidae. De wetenschappelijke naam van de soort is voor het eerst geldig gepubliceerd in 1830 door Cuvier.